# اتحاد أستراليا

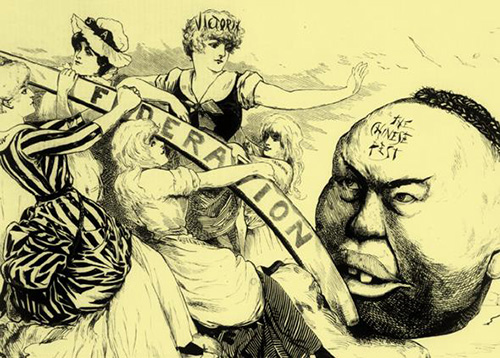

كان اتحاد أستراليا، العملية التي وافقت بموجبها المستعمرات البريطانية المستقلة الستة، كوينزلاند ونيو ساوث ويلز وفيكتوريا وتاسمانيا وجنوب أستراليا وغرب أستراليا، على توحيد وتشكيل كومنولث أسترالي، وإنشاء نظام الفدرالية في أستراليا. كانت فيجي ونيوزيلندا في الأصل جزءًا من هذه العملية، لكنهما قررا عدم الانضمام إلى الاتحاد. بعد قرار الاتحاد، احتفظت المستعمرات الستة التي اتحدت لتشكيل الكومنولث الأسترالي على شكل ولايات، بنظام الحكم (والهيئات التشريعية المكونة من مجلسين)، والتي طُورت لتصبح مستعمرات منفصلة، لكنها وافقت على وجود حكومة فدرالية مسؤولة عن المسائل المتعلقة بالاتحاد كله. عندما دخل دستور أستراليا في 1 يناير 1901 حيز التنفيذ، أصبحت المستعمرات مجتمعة، ولايات تابعة للكومنولث الأسترالي. تعثرت في منتصف القرن التاسع عشر الجهود الساعية لإقامة هذا الاتحاد، بسبب الافتقار إلى الدعم الشعبي للحركة. عُقد عدد من الاتفاقيات خلال تسعينيات القرن التاسع عشر لوضع دستور للكومنولث. كان للسيد هنري باركس، رئيس وزراء ولاية نيو ساوث ويلز، عنصرًا فعالاً في هذه العملية. كان السيد إدموند بارتون، الذي احتل المرتبة الثانية بعد باركس في طول فترة التزامه بقضية الاتحاد، رئيس وزراء أستراليا المؤقت في الانتخابات الوطنية الافتتاحية في عام 1901 في مارس 1901. أعادت الانتخابات بارتون لمنصبه ليكون رئيسًا للوزراء، لكن دون تحصله على أغلبية التصويت. اصطبغ النمط المعماري السائد في أستراليا في ذلك الوقت باسم هذه الفترة، والمعروف باسم هندسة الاتحاد، أو نمط الاتحاد.

## الفكرة الفيدرالية

### المجلس الاتحادي
نشأت حركة جادة من أجل اتحاد المستعمرات في أواخر ثمانينيات القرن التاسع عشر، في وقت كانت فيه القومية متزايدة بين الأستراليين، وخاصة أولئك الذين ولدوا في أرض الوطن. بدأت فكرة أن تكون «أستراليًا» شيئًا يستحق تمجيده في الأغاني والقصائد. عُزز هذا من خلال تحسين النقل والاتصالات، ومن خلال إنشاء نظام التلغراف بين المستعمرات في عام 1872. تأثرت المستعمرات الأسترالية أيضًا بظهور اتحادات أخرى في جميع أنحاء العالم، مثل الولايات المتحدة وكندا.
اقترح السير هنري باركس، الذي كان آنذاك وزير المستعمرات في نيو ساوث ويلز، إنشاء هيئة تابعة للمجلس الفدرالي في عام 1867. بعد تعرض فكرته للرفض من قبل وزير الدولة البريطاني للمستعمرات، الدوق باكنجهام، أثار باركس القضية مرة أخرى في عام 1880، وكان هذه المرة رئيس وزراء نيو ساوث ويلز. بحث ممثلو فيكتوريا ونيو ساوث ويلز وجنوب أستراليا خلال انعقاد المؤتمر، في عدد من القضايا الشائكة، بما في ذلك الاتحاد والاتصالات والهجرة الصينية وأمراض كرمة العنب ومعدلات الرسوم الجمركية الموحدة. كان لدى الاتحاد القدرة على ضمان عدم تأثر التجارة والتبادل التجاري بين الولايات في جميع أنحاء القارة باستعمال سياسة الحماية وتوحيد نظم القياس والنقل. جاءت الدفعة الأخيرة (والناجحة) من أجل إنشاء مجلس فدرالي في مؤتمر بين الولايات في سيدني في نوفمبر وديسمبر 1883. كان مشعل الفتيل هو رفض بريطانيا لاعتماد كوين إيلاند من جانب واحد للجنيه البريطاني (عملة بريطانية قديمة) الجديد وسعي الحكومة البريطانية لرؤية الوحدة الفدرالية لأستراليا. نُظم المؤتمر لمناقشة الاستراتيجيات اللازمة لمواجهة أنشطة الألمان والفرنسيين في غينيا الجديدة وفي هيبريدس الجديدة. صاغ السيد صموئيل جريفيث، رئيس وزراء كوينزلاند، مشروع قانون لتشكيل المجلس الاتحادي. قدم المؤتمر بنجاح التماسًا إلى البرلمان الإمبراطوري لسن مشروع القانون باعتباره قانون المجلس الاتحادي لأستراليا لعام 1885. ونتيجة لذلك، شُكل المجلس الفدرالي لأستراليا، لتمثيل شؤون المستعمرات في علاقاتها مع جزر جنوب المحيط الهادئ. لم تنضم نيو ساوث ويلز ونيوزيلندا إلى هذا الاتحاد. أصبحت المستعمرات المتمتعة بالحكم الذاتي مثل كوينزلاند وتاسمانيا وفيكتوريا، وكذلك المستعمرات الملكية في أستراليا الغربية وفيجي، تابعة للاتحاد. كانت جنوب أستراليا عضوًا لفترة قصيرة بين عامي 1888 و 1890. يتمتع المجلس الاتحادي بسلطات مباشرة للتشريع بشأن بعض المسائل، مثل ما يتعلق بتسليم المجرمين وتنظيم مصائد الأسماك وما إلى ذلك، لكنه لا يمتلك نفوذًا دائمًا أو سلطات تنفيذية أو أي إيرادات خاصة به. علاوة على ذلك، أدى عدم وجود مستعمرة قوية في نيو ساوث ويلز إلى إضعاف قيمتها التمثيلية.
ومع ذلك، كان ذلك أول شكل رئيسي للتعاون بين المستعمرات. أتاحت الفرصة للفدراليين من جميع أنحاء البلاد، اللقاء وتبادل الأفكار. أيدت وسائل إنشاء المجلس، الدور المستمر للبرلمان الإمبراطوري في تطوير الهيكل الدستوري الأسترالي. فيما يتعلق بقانون المجلس الاتحادي لأستراليا، أنشأ القائمون بالصياغة لصالح أستراليا، عددًا من الصلاحيات التي تتناول «مصلحتهم المشتركة» والتي تكررت لاحقًا في الدستور الأسترالي، لا سيما في البند 51.